# The New Zealand Herald

Logo

The New Zealand Herald is een krant die dagelijks wordt uitgegeven in Auckland, Nieuw-Zeeland. Hij heeft een oplage van meer dan 200.000 stuks en is daarmee twee keer zo groot als enig ander dagblad in het land. Alhoewel de titel anders doet vermoeden, is het voornaamste verspreidingsgebied de regio Auckland en het noordelijke gedeelte van het Noordereiland, waaronder de regio's Northland, Waikato en King Country.

## Geschiedenis
De Herald werd in 1863 opgericht door William Chisholm Wilson en de eerste editie kwam uit op 13 november van dat jaar. In 1876 werd de krant samengevoegd met het dagblad The Southern Cross (van eigenaar Alfred Horton), die voor het eerst in 1843 was verschenen.
De Wilsons en de Hortons waren gedeeld eigenaar van de krant tot 1996 toen Tony O'Reilly's Independent News & Media Group uit Dublin het deel van de Hortons kocht. In 2007 is de krant het eigendom van APN (Australian Provincial Newspapers), die voor het grootste gedeelte in eigendom is van Independent News & Media.
De zaterdageditie heet The Weekend Herald. De zondagskrant, The Herald on Sunday, werd voor het eerst uitgegeven op 3 oktober 2004.
De krant werd traditioneel gezien als een solide centrumrechtse krant en kreeg in de jaren 1990 de bijnaam "Granny Herald" (Oma Herald). Dit is veranderd, en de krant haalt nu vaak inhoud uit de linksere Britse kranten, zoals The Independent en The Guardian, maar hij spreekt zich niet uit voor enige Nieuw-Zeelandse politieke partij.
De onlinenieuwsdienst "www.nzherald.co.nz" werd in 1998 opgericht en heeft meer dan 1,5 miljoen gebruikers per maand.

## Noot
1. 1 2  NPA